# Еремотерій
Еремотерій (Eremotherium) — викопний рід неповнозубих ссавців вимерлої родини мегатерієвих (Megatheriidae). Рід існував в Північній та Південній Америці у пліоцені — плейстоцені (4,9—0,011 млн років тому).

## Опис
Найбільший представник роду E. rusconi сягав 6 м завдовжки та важив понад 3 т.